# أبوت لورانس
أبوت لورانس (بالإنجليزية: Abbott Lawrence)‏ هو دبلوماسي وسياسي أمريكي، ولد في 16 ديسمبر 1792 في غروتون في الولايات المتحدة، وتوفي في 18 أغسطس 1855 في بوسطن في الولايات المتحدة. حزبياً، نشط في الحزب الوطني الجمهوري ‏ وحزب اليمين. وقد انتخب سفير وانتخب عضو مجلس النواب الأمريكي.

## روابط خارجية
- أبوت لورانس على موقع الموسوعة البريطانية (الإنجليزية)